# Isodemografische Karte
Eine isodemografische Karte (altgr. isos ‚gleich‘  und démos ‚Volk‘) ist
ein  anamorphes Kartogramm, das demografische Eigenschaften darstellt. Sie basiert also auf einer maßstabsgetreuen Karte und verändert die Größen einzelner Teilflächen entsprechend bestimmter demografischer Eigenschaften. Mittels Färbungen und Symbolen lassen sich weitere Eigenschaften darstellen und so Mischformen mit z. B. politischen Karten oder Klimakarten erzeugen.

Bevölkerungsanteile ausgewählter Regionen der Erde, ein Kästchen entspricht einem Prozent der Weltbevölkerung; die Färbungen fassen ein als Einheit betrachtetes Gebiet zusammen (2005)
Anteil der Bevölkerung der Bundesländer an der Gesamtbevölkerung der Bundesrepublik Deutschland; im hexagonalen Raster repräsentiert ein Sechseck ca. 250.000 Menschen (2019)
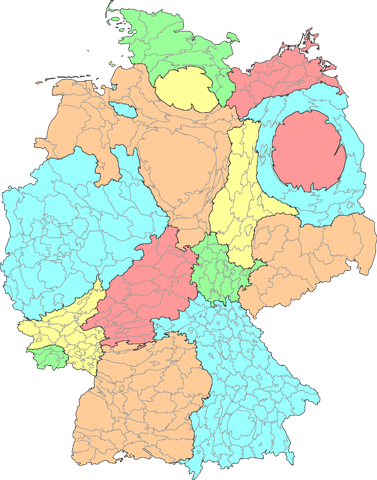
Kartenanamorphote der Bevölkerung Deutschlands auf Landkreisebene (2009)
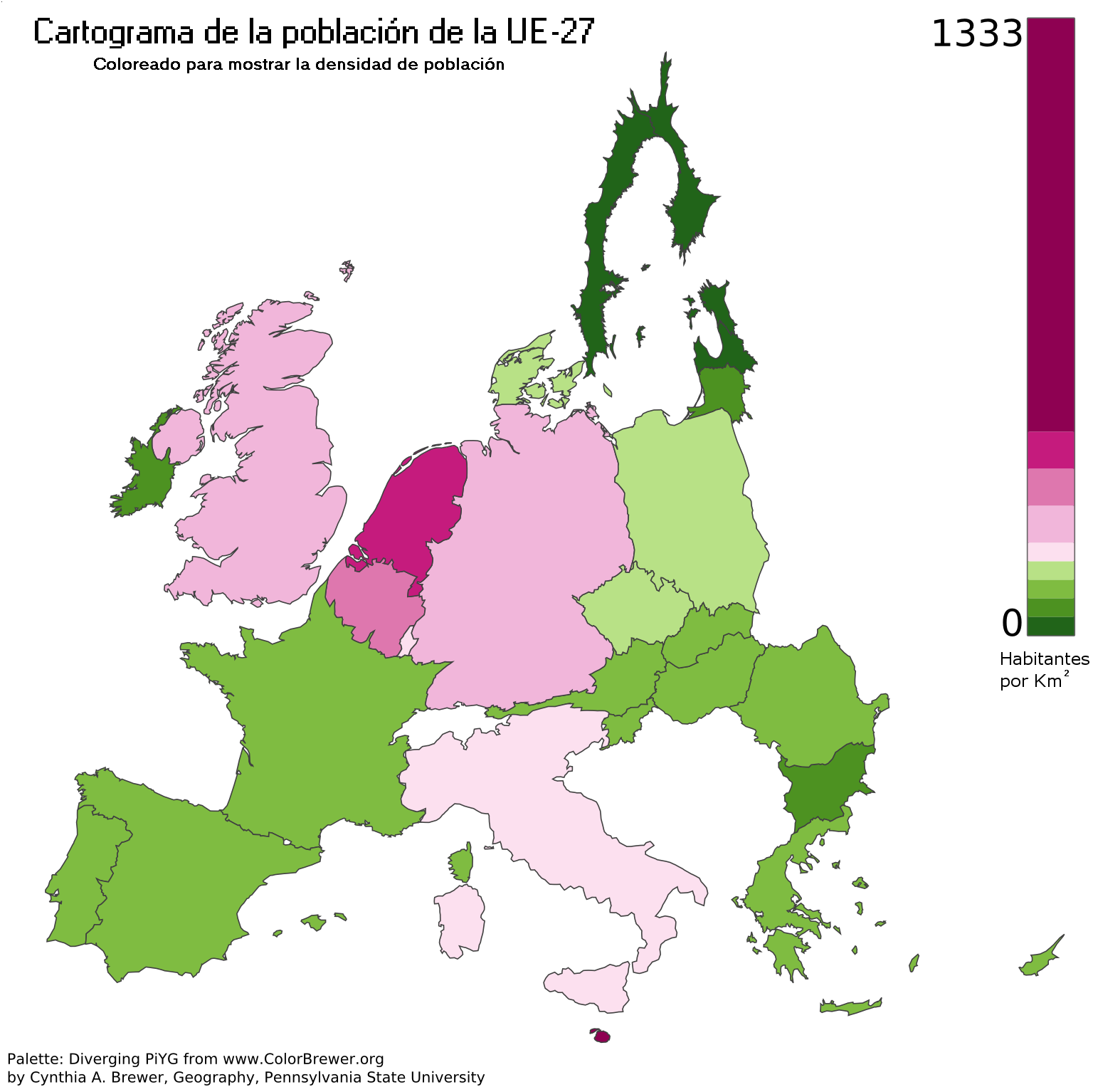
Anteile der Bevölkerung einzelner Mitgliedstaaten an der EU-Gesamtbevölkerung (Januar 2008); die Färbungen zeigen verschiedene Bevölkerungsdichten
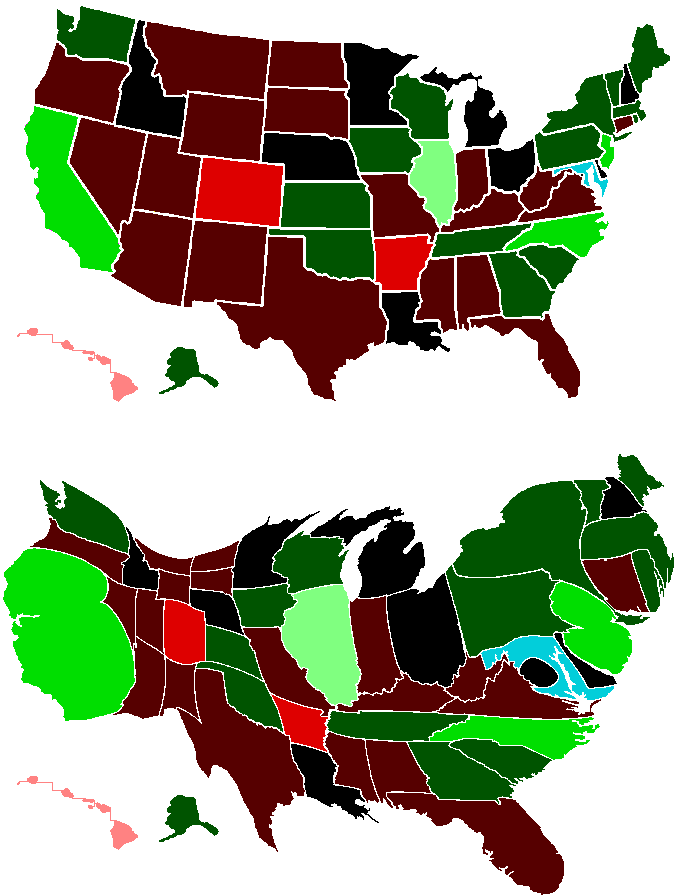
Status des National Popular Vote Interstate Compact zur Änderung der Wahl des US-Präsidenten in Richtung einer nationsweiten Verhältniswahl im Juni 2008, oben eine maßstabsgetreue, unten eine isodemografische Karte entsprechend dem Wähleranteil der einzelnen US-Bundesstaaten an den Gesamtstimmen zur Wahl 2008; für die Bedeutung der Färbungen siehe die Bildbeschreibung
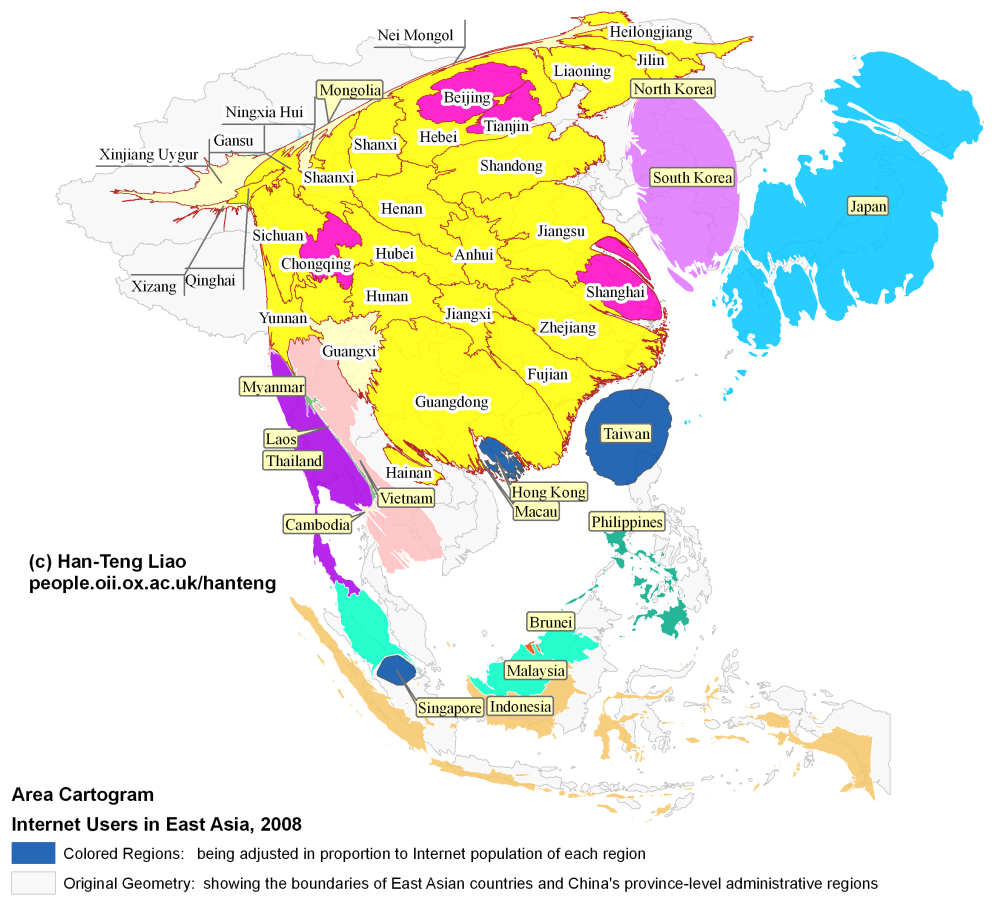
Mischform aus Kartenanamorphote und maßstabsgetreuer Karte: im Vordergrund eingefärbte Regionen zeigen den Anteil einzelner Regionen an der Gesamtzahl an Internet-Benutzern in Ost- und Südostasien (2008), im Hintergrund die maßstabsgetreue Karte zur Orientierung
Anteil der Bevölkerung einzelner kommuner an der Gesamtbevölkerung Schwedens (November 2008)
Anteil der gültigen Stimmen einzelner kommuner an den Gesamtstimmen zur Wahl zum Schwedischen Reichstag 2006; die Färbungen der einzelnen Regionen entsprechen dem Stimmenanteil der jeweiligen Koalition (rot: SAP, Grüne und Linkspartei, blau: Allianz für Schweden)

## Anhang